# 울라 (여진)
울라(만주어: ᡠᠯᠠ Ula, 한국 한자: 烏拉 오랍)는 해서여진의 훌룬 구룬의 네 부족 중 하나로 곧 기존의 후룬 구룬이 해릉왕 시기에 쑹화강(송화강, 만주어: ᠰᡠᠩᡤᠠᡵᡳ
ᡠᠯᠠ Sunggari Ula) 하안(河岸)에 요새를 건설하면서 생긴 지명인 울라 홍니(烏拉洪尼勒, Ula Hongni)에 이주한 것이었다. 훌룬(呼倫, 만주어:  Hūlun)국은 울라(烏拉, 만주어: ᡠᠯᠠ Ula), 호이파(輝發, 만주어: ᡥᠣᡳᡶᠠ Hoifa), 하다(哈達, 만주어: ᡥᠠᡩᠠ Hada), 여허(葉赫, 만주어: ᠶᡝᡥᡝ Yehe)의 4부족으로 구성되어 있다.

## 역사
후룬 구룬(우라)의 시조인 나치부루(만주어: ᠨᠠᠴᡳᠪᡠᠯᡠ Nacibulu)는 본래 호이파와 우라 지역 사이의  키르사 강(만주어: ᡴᡳᡵᠰᠠ
ᠪᡳᡵᠠ Kirsa Bira)의 상류 유역에서 성씨없이 홀로 살고 있던 인물이었는데, 이후 쑹화강(숭아리강) 유역으로 이주하여 우라 부족의 수장이 되었다.
나치부루 이후 아들 샹갼 도르호치(만주어: ᡧᠠᠩᡤᡳᠶᠠᠨ
ᡩᠣᡵᡥᠣᠴᡳ Šanggiyan Dorhoci)가 수장을 계승했는데, 우라의 마지막 한인 부잔타이(만주어: ᠪᡠᠵᠠᠨᡨᠠᡳ Bujantai)의 후손 가문이 소장하고 있던 족보인 《오랍합살호패륵후배당책(烏拉哈薩虎貝勒後輩檔冊)》에 따르면, 그는 1,000여 리에 달하는 광대한 영역을 지배하며 후룬 구룬을 경영했다고 한다. 도르호치의 사후 아들 갸마카 쇼주구(만주어: ᡤᡳᠶᠠᠮᠠᡴᠠ
ᡧᠣᠵᡠᡤᡡ Giyamaka Šojugū)가 우라의 수장이 되었다. 갸마카는 1443년 명나라로부터 올자전위(兀者前衛)의 지휘(指揮)에 임명되었다.
도르호치 쇼주구 사후 아들인 둘기(만주어: ᡩᡠᠯᡤᡳ Dulgi)가 후룬의 수장을 계승했다. 둘기는 성화 연간(1464-1487)에 명나라로부터 올자전위도독(兀者前衛都督)에 임명되었다.
둘기의 사후 후룬의 명목상 국주는 그의 차남 구더이 주얀(만주어: ᡤᡠᡩᡝᡳ
ᠵᡠᠶᠠᠨ Gudei Juyan)에게 계승되었지만 명나라에게 탑산전위도독(塔山前卫都督)으로 임명된 것은 갸마카 쇼주구의 다른 아들인 수허터(만주어: ᠰᡠᡥᡝᡨᡝ Suhete)였고, 이후에는 갸마카 쇼주구의 4남 수이툰의 아들인 커시너(만주어: ᡴᡝᠰᡳᠨᡝ Kesine)가 도독으로 임명됐다. 그러나 커시너 도독과 그 아들 처처무(만주어: ᠴᡝᠴᡝᠮᡠ Cecemu)가 또다른 일족 사람인 바다이 다르한(만주어: ᠪᠠᡩᠠᡳ
ᡩᠠᡵᡥᠠᠨ Badai Darhan)에게 살해당했다.
후룬 연맹의 실질적인 수장이었던 커시너(만주어: ᡴᡝᠰᡳᠨᡝ Kesine)가 피살되면서 손자 왕타이는 시버부의 수하이성(만주어: ᠰᡠᡳᡥᠠ
ᡥᠣᡨᠣᠨ Suiha Hoton)으로 도주했고, 차남 왕주 와이란(만주어: ᠸᠠᠩᠵᡠ
ᠸᠠᡳᠯᠠᠨ Wangju Wailan)과 그 아들 볼콘 셔진(만주어: ᠪᠣᠯᡴᠣᠨ
ᡧᡝᠵᡳᠨ Bolkon Šejin) 등은 하다(만주어: ᡥᠠᡩᠠ Hada)를 건립했다. 이후 커시너를 죽인 바다이 다르한(만주어: ᠪᠠᡩᠠᡳ
ᡩᠠᡵᡥᠠᠨ Badai Darhan)을 제거한 구더이 주얀(만주어: ᡤᡠᡩᡝᡳ
ᠵᡠᠶᠠᠨ Gudei Juyan) 사후 후룬의 수장은 그의 아들 타이란(만주어: ᡨᠠᡳᡵᠠᠨ Tairan)에게 계승되었고, 그 후 타이란의 아들 부얀(만주어: ᠪᡠᠶᠠᠨ Buyan)으로 이어졌다. 1561년, 부얀은 우라제부를 통합하고, 쑹화강(송화강) 연안에 있는 홍니(만주어: ᡥᠣᠩᠨᡳ Hongni)에 우라성과 궁궐을 축조한 뒤 버이러를 자칭했다. 부얀의 사후 아들 부간(만주어: ᠪᡠᡤᠠᠨ Bugan)이 수장을 계승했다. 이 무렵 부얀의 종형제 하다의 완 한 왕타이의 세력이 강성하여, 여진의 각 부의 패주가 되었으며, 우라도 하다에 종속되었다. 우라는 하다에 협력하여 공동의 이익을 취함으로써 왕타이의 패권을 지키려고 노력했고, 명나라와도 하다를 거쳐 교류하였다. 하다의 왕타이가 죽은 뒤 후계자인 후르간(만주어: ᡥᡡᡵᡤᠠᠨ Hūrgan)이 즉위한 지 1년 만에 병사하여 후계자 분쟁이 벌어져 하다가 혼란에 빠지자, 우라는 여세를 몰아 하다의 통제에서 벗어나 예허와 수완, 시버 2부를 분할하고, 원래 우라의 지배를 받았던 수이하성을 탈환했다. 부얀의 사후 아들 부간(만주어: ᠪᡠᡤᠠᠨ Bugan)이 수장을 계승했다. 이 무렵 부얀의 종형제 하다의 완 한 왕타이의 세력이 강성하여, 여진의 각 부의 패주가 되었으며, 우라도 하다에 종속되었다. 우라는 하다에 협력하여 공동의 이익을 취함으로써 왕타이의 패권을 지키려고 노력했고, 명나라와도 하다를 거쳐 교류하였다. 하다의 왕타이가 죽은 뒤 후계자인 후르간(만주어: ᡥᡡᡵᡤᠠᠨ Hūrgan)이 즉위한 지 1년 만에 병사하여 후계자 분쟁이 벌어져 하다가 혼란에 빠지자, 우라는 여세를 몰아 하다의 통제에서 벗어나 예허와 수완, 시버 2부를 분할하고, 원래 우라의 지배를 받았던 수이하성을 탈환했다. 부간의 사후 아들 만타이(만주어: ᠮᠠᠨᡨᠠᡳ Mantai)가 후계자가 되었는데, 만타이 부자 두 사람이 변경에 있는 마을인 솨얀 시란(만주어: ᠰᡠᠸᠠᠶᠠᠨ
ᠰᡳᡵᠠᠨ Suwayan Siran)이란 곳으로 가서 그곳을 수선하고 해자를 파도록 했는데, 이때 부자가 마을의 부녀자를 두 명을 탐하여 결국 밤에 그들의 남편에게 살해당했다.
만타이 사후에 우라의 수장은 누르가치에게 4년간 억류돼있던 만타이의 아우 부잔타이(만주어: ᠪᡠᠵᠠᠨᡨᠠᡳ Bujantai)가 계승하게 되는데, 그는 누르가치가 보낸 툴쿤 황잔(만주어: ᡨᡠᠯᡴᡠᠨ
ᡥᡡᠸᠠᠩᠵᠠᠨ Tulkun Hūwangjan)과 볼콘 퍙구(만주어: ᠪᠣᠯᡴᠣᠨ
ᡶᡳᠶᠠᠩᡤᡡ Bolkon Fiyanggū) 휘하 병력의 보호를 받으면서 숙부 힝냐(만주어: ᡥᡳᠩᠨᡳᠶᠠ Hingniya)의 암살 시도를 피하여 한으로 즉위하게 된다. 그는 예허와 몽골의 제부와의 관계를 강화하고, 1597년에 예허와의 혼인동맹을 이용하여 동해여진의 와르카의 안추라쿠 일대의 로툰(만주어: ᠯᠣᡨᡠᠨ Lotun)을 비롯한 세 부족의 신속을 받아냈으며, 1603년~1605년 무렵에는 조선 함경도 종성의 동관진과 온성의 유원진을 공격하여 조선군과 충돌하고, 건퇴에 병력을 유둔시켜 인근 조선의 번호였던 동해여진 부족들을 신속시켰다. 마침내 부잔타이는 1605년 조선 조정으로부터 당상(堂上)의 직첩을 전달받아낼 수 있었다.
원문
○朔甲午/建州衛胡酋老乙可赤, 與忽刺溫大戰於鍾城 烏碣巖大破之。— 선조수정실록 41권, 선조 40년 2월 1일 갑오

해석
건주위(建州衛)의 호추(胡酋) 노을가적(老乙可赤)이 홀라온(忽剌溫)과 종성(鍾城) 오갈암(烏碣巖)에서 크게 싸워 대파시켰다. 

1607년 2월 말에 부잔타이의 우라는 현성(縣城) 일대의 동해여진 부족들을 두고 누르가치의 세력과 조선 함경도 종성 오갈암(烏碣巖)에서 충돌했고, 우라의 1만 병력은 누르가치의 병력에 대패하였고, 그해 4월에도 누르가치의 장차남인 추옌과 다이샨의 병력과 동해여진 와르카부 첨터허(만주어: ᡮ᠋ᡝᠮᡨᡝᡥᡝ Ts'emtehe)의 표(만주어: ᡶᡳᠣ Fio) 성의 주민들 두고 충돌했다가 5,000필과 갑옷 3,000벌을 노획당했다.
부잔타이는 예허와 협력하여 누르가치에 대항했지만, 추옌과 조카 아민(만주어: ᠠᠮᡳᠨ Amin) 타이지에게 병력 5천을 주어 우라성 인근의 이한산성(만주어: ᡳᡥᠠᠨ
ᠠᠯᡳᠨ
ᡥᠣᡨᠣᠨ Ihan Alin Hoton)을 공격하여 함락하였고, 우라 병력 1,000명이 전사했다. 1613년, 누르가치는 우라를 친정하여 우라군 1만이 전사하고 갑옷 7천 벌을 노획했고, 부잔타이는 예허로 망명하여 이로부터 우라는 멸망했다.

## 씨족
울라나라(烏拉那拉, 만주어: ᡠᠯᠠ
ᠨᠠᡵᠠ Ula Nara)는 오라씨(烏喇氏)라고도 한다. 울라나라는 무쿤(穆昆, Mukūn)과 할라(哈拉, Hala)의 연칭으로, 울라(烏拉, Ula)는 무쿤(穆昆: 종족)이요, 나라(那拉, Nara)는 할라(哈拉: 성씨)이다. 만주족의 씨족 중 하나로 16세기 후반 후룬이 울라기야(烏拉街, 만주어: ᡠᠯᠠ
ᡤᡳᠶᠠᡳ Ula Giya) 일대로 이동하면서 형성되었다. 이들은 명말에 여진족 울라부 수장을 배출했다.
신해혁명 이후 중화민국이 건립되자 대부분의 우라나라씨는 한성(漢姓)인 조(趙)씨로 가장했고, 일부는 동(桐), 강(相) 성을 사용했다.

## 같이 보기
- 해서여진
- 여허
- 하다
- 호이파